# Wings Upon Your Horns
| Оценки критиков | Оценки критиков |
| Источник        | Оценка          |
| --------------- | --------------- |
| Allmusic        | [ 1 ]           |

Wings Upon Your Horns — 15-й студийный альбом американской кантри-певицы Лоретты Линн, выпущенный 5 января 1970 года на лейбле Decca Records. Продюсером был Оуэн Брэдли.

## История
Релиз диска состоялся 5 января 1970 года на лейбле Decca Records.
Альбом получил умеренные отзывы музыкальных критиков и интернет-изданий.
В обзоре, опубликованном в номере журнала Billboard от 24 января 1970 года, говорится: "Лоретта Линн передает это вам с помощью «Wings Upon Your Horns» и «You Wouldn’t Know an Angel (If You Saw One)». Тяжёлый труд и брошенная любовь — это основные темы почти всех песен на этом альбоме. Она написала или помогла написать семь мелодий. Также хороши песни «I’m Dynamite», «When I Reach the Bottom (You’d Better Be There)» и «This Big Ole Hurt».
Журнал Cashbox опубликовал обзор в выпуске от 17 января 1970, в котором говорилось, что «Начав с недавнего хита „Wings Upon Your Homs“, Лоретта Линн предлагает альбом, в котором, как и во всех её альбомах, есть всё необходимое. С самого начала сет соответствует неизменно высоким стандартам артистки, как и её предыдущие LP. Оставьте для этого место на ваших полках».

## Список композиций
| №  | Название                                          | Автор(ы)                                | Дата записи     | Длительность |
| -- | ------------------------------------------------- | --------------------------------------- | --------------- | ------------ |
| 1. | «Wings Upon Your Horns»                           | Лоретта Линн                            | 1 октября 1969  | 2:35         |
| 2. | «When I Reach the Bottom (You'd Better Be There)» | Lorene Allen Lynn                       | 2 апреля 1969   | 2:20         |
| 3. | «This Stranger (My Little Girl)»                  | Ann Burns Barbara Fairchild Ruby VanNoy | 30 августа 1968 | 3:35         |
| 4. | «I Only See the Things I Want to See»             | Loudilla Johnson Lynn                   | 19 ноября 1968  | 2:16         |
| 5. | «If You Handle the Merchandise»                   | Peggy Sue Wells                         | 3 октября 1969  | 2:22         |
| 6. | «I'm Dynamite»                                    | Lynn                                    | 2 октября 1969  | 2:50         |

| №  | Название                                      | Автор(ы)            | Дата записи    | Длительность |
| -- | --------------------------------------------- | ------------------- | -------------- | ------------ |
| 1. | «Big Ole Hurt»                                | Lynn                | 18 января 1967 | 2:25         |
| 2. | «I'd Rather Be Gone»                          | Мерл Хаггард        | 3 октября 1969 | 2:32         |
| 3. | «You Wouldn't Know an Angel (If You Saw One)» | Lynn Frances Rhodes | 14 мая 1969    | 2:55         |
| 4. | «I'll Still Be Missing You»                   | Warner McPherson    | 3 октября 1969 | 2:30         |
| 5. | «Let's Get Back Down to Earth»                | Lynn                | 2 октября 1969 | 2:01         |

## Позиции в чартах

### Альбом
| Чарт (1970)                      | Высшая позиция |
| -------------------------------- | -------------- |
| США Hot Country LP’s (Billboard) | 5              |
| США Top LP’s (Billboard)         | 146            |

### Синглы
| Название                | Год  | Высшая позиция | Высшая позиция |
| Название                | Год  | US Country     | CAN Country    |
| ----------------------- | ---- | -------------- | -------------- |
| «Wings Upon Your Horns» | 1969 | 11             | 3              |